# 丁笑瀅
丁笑滢（1996年6月24日—），广东省深圳市人，中国大陆女演员，毕业于中央戏剧学院，代表作有电视剧《斗罗大陆》、《幻城》。

## 演艺经历
2015年9月，出演了古装玄幻剧《幻城》，她在该剧中饰演迦凌，该剧于2016年7月24日于湖南卫视首播。
2017年3月，刑侦剧《神探柯晨》开机，并于同年8月杀青，她在该剧中饰演牡丹红。同年7月，青春爱情剧《我的恶魔少爷》开机。她在该剧中饰演心机女明媛。
2018年11月24日，青春爱情剧《我的恶魔少爷》于腾讯视频、芒果TV开播。11月18日，军旅剧《陆战之王》开机，于2018年5月杀青，她在该剧中饰演李明月。
2019年1月，由肖战、吴宣仪等主演的玄幻剧《斗罗大陆》 开机，她在该剧中饰演宁荣荣。同年6月22日，刑侦剧《神探柯晨》于爱奇艺播出。7月17日，《你听起来很甜》开机，并于同年9月15日杀青。8月26日，军旅剧《陆战之王》于浙江卫视、东方卫视首播。11月，《青簪行》于横店影视城开拍。
2020年7月，由张若昀、胡军领衔主演的武侠玄幻剧《雪中悍刀行》开机。11月5日，都市爱情剧《你听起来很甜》于优酷播出。
2021年2月5日，《斗罗大陆》于央视八套及腾讯视频首播。12月15日，《雪中悍刀行》于央视八套及腾讯视频播出。

## 电视剧/網絡劇
| 首播年份 | 片名               | 角色      | 备注       |
| 2016年   | 幻城               | 迦凌      |            |
| 2018年   | 我的恶魔少爷       | 明媛      | 網絡劇     |
| 2019年   | 神探柯晨           | 牡丹红    |            |
| 2019年   | 陆战之王           | 李明月    |            |
| 2020年   | 你听起来很甜       | 赫嫣然    | 網絡劇     |
| 2021年   | 斗罗大陆           | 宁荣荣    |            |
| 2021年   | 雪中悍刀行         | 青鸟      |            |
| 2023年   | 斗破苍穹之少年归来 | 萧薰儿    | 網絡劇     |
| 2024年   | 在暴雪时分         | 林霖      |            |
| 2024年   | 又见逍遥           | 盖罗娇    | 網絡劇     |
| 2024年   | 大奉打更人         | 王思慕    | 網絡劇     |
| 2025年   | 锦囊妙录           | 刘婉      |            |
| 2025年   | 余烬之上           | 荔枝      | 網絡劇     |
| 2025年   | 我叫赵甲第2        | 李枝锦    | 網絡劇     |
| 2025年   | 定風波             | 莫娘子    |            |
| 2025年   | 山神               | 杨如意    | 網絡短劇   |
| 待播     | 赴山海             | 趙師容    | 網絡劇     |
| 待播     | 青簪行             | 王若/小施 | 2019年拍攝 |
| 待播     | 我叫喻兰川         |           | 網絡短劇   |
| 待播     | 哑舍               |           | 網絡劇     |
| 待播     | 佳偶天成           |           |            |

## 外部衔接
- 丁笑瀅的新浪微博
- 丁笑瀅在互联网电影资料库（IMDb）上的資料（英文）
- 丁笑瀅在豆瓣上的资料（简体中文）